# Pierres, Calvados
Pierres är en kommun i departementet Calvados i regionen Normandie i norra Frankrike. Kommunen ligger i kantonen Vassy som ligger i arrondissementet Vire. År 2018 hade Pierres 218 invånare.

## Befolkningsutveckling
Antalet invånare i kommunen Pierres
Referens:INSEE